# ورونه (کومونه)
ورونه (به ایتالیایی: Verrone) یک کومونه در ایتالیا است که در استان بیه‌لا واقع شده‌است. ورونه ۸٫۵ کیلومتر مربع مساحت و ۱٬۲۱۹ نفر جمعیت دارد و ۲۷۷ متر بالاتر از سطح دریا واقع شده‌است.